# TP-Link
TP-Link（ティーピーリンク）は、SOHOおよびSMB向けのネットワーク機器の製造・販売を行う多国籍企業。本項では源流となる中華人民共和国の企業TP-LINK（普聯技術）についても扱う。
無線LANおよびブロードバンドCPEデバイスを製造しており、公式サイトではユーザー数が数十億人に上るとしている。製品は主に無線LAN、ルーター、ネットワークスイッチ、ネットワークカメラ、PLCアダプタ、プリンターサーバー、メディアコンバーター、ネットワークアダプターなどである。
会社名の「TP-Link」は、通信用ケーブルの配線であるツイストペアリンクに由来している。

## 概要
1996年、趙建軍と趙佳興兄弟はネットワーク機器の製造・販売企業として、深圳市普瑞爾電子有限公司（Shenzhen Proware Electronics Co., Ltd.）を設立した（正式な会社登記は1997年11月）。その時は既に「TP-Link」の商標を登録しており、「TP-Link Systems, Inc.」を会社の別名として使用していた。
その後、2000年に深圳市普聯通電子有限公司は同じく趙氏の兄弟によって設立された。同社は2003年に深圳市普聯技術有限公司（Shenzhen TP-LINK Technologies Co., Ltd.）に社名変更され、「TP-LINK」は商標名から正式な会社名になった。社名変更に伴い、同社は「TP-LINK」ブランドに関する事業を前述の普瑞爾（Proware）より承継したので、公式発表上では「ProwareがTP-LINKに社名変更した」とされている。その後、2005年に英語社名が、2013年に中国語（登記上）社名がそれぞれ「深圳市」の部分を削除し、普聯技術有限公司（TP-LINK Technologies Co., Ltd.）となった。
2005年には国際展開を始めた。2008年には米国法人TP-LINK USAを設立した。2013年の第一四半期には無線LAN機器においてシェア42.2%を達成して世界市場1位となった。
2016年7月に海外市場向けに全小文字の新ロゴ「」を起用し、更に2022年に海外事業を「TP-Link」として完全に分割し独立させた。2024年5月に組織再編の完了を公表し、中国大陸以外の事業をアメリカに所在するTP-Link Global Inc.及びシンガポールに所在するTP-Link Corporation Pte. Ltd.の二本社体制へ移管した。ちなみに、海外事業を担当するTP-Linkは、中国大陸及び台湾の支社において、「普聯」を使わず「聯洲」という中国語社名を使用している。

## 日本法人
日本法人ティーピーリンクジャパン株式会社（TP-LINK JAPAN INC.）は2015年10月に設立された。

## 製品
- 無線LANルーター
- 無線LAN中継器
- PLCアダプター - HomePlug Powerline Allianceに準拠
- スイッチングハブ
- ネットワークカード
- USB接続の有線及び無線LANアダプター
- IPカメラ
- 企業向けスイッチ
- 企業向けルーター
- 企業向け無線LANアクセスポイント

## ギャラリー

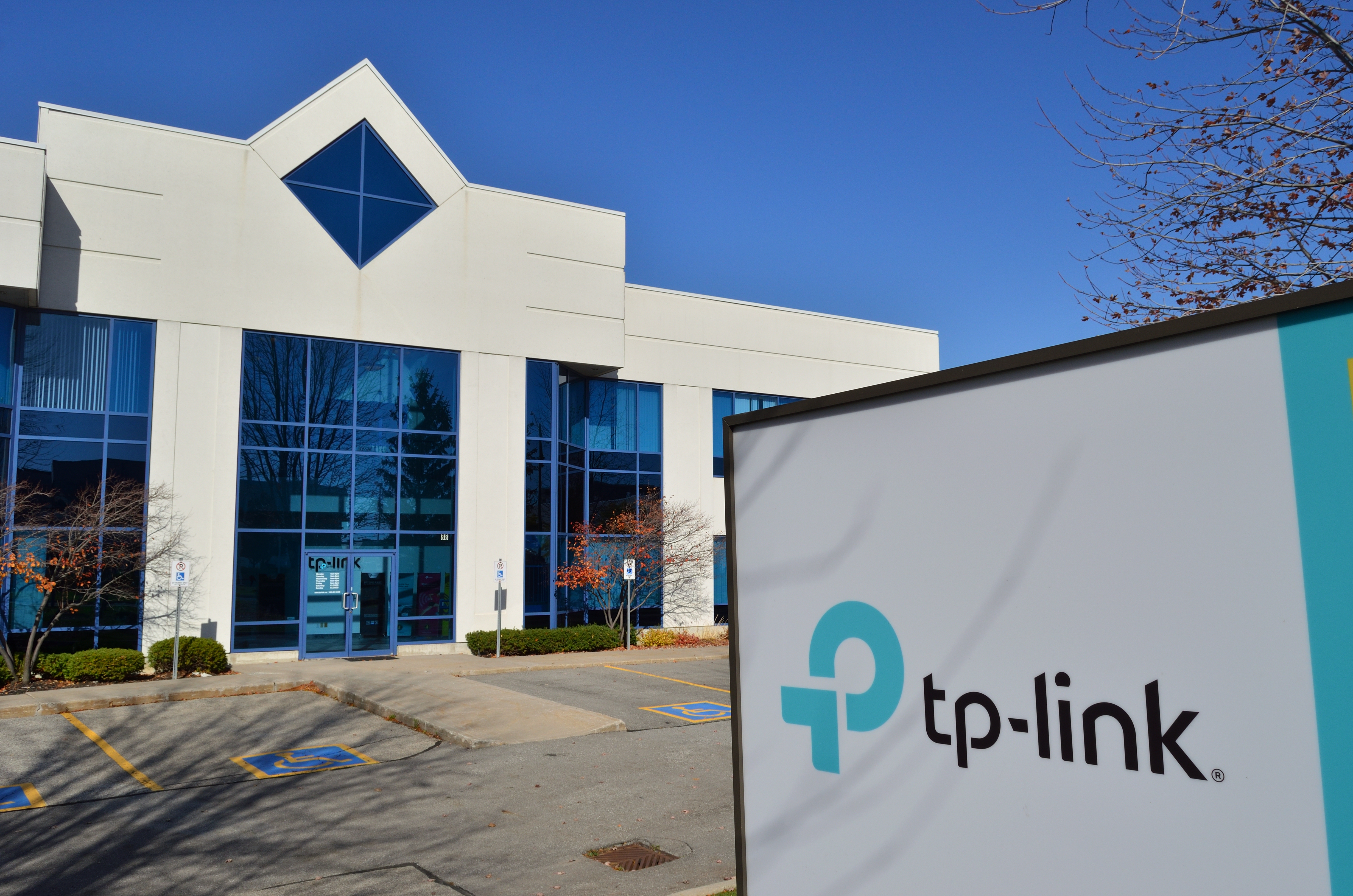
カナダにあるTP-Linkの社屋、2019年撮影。
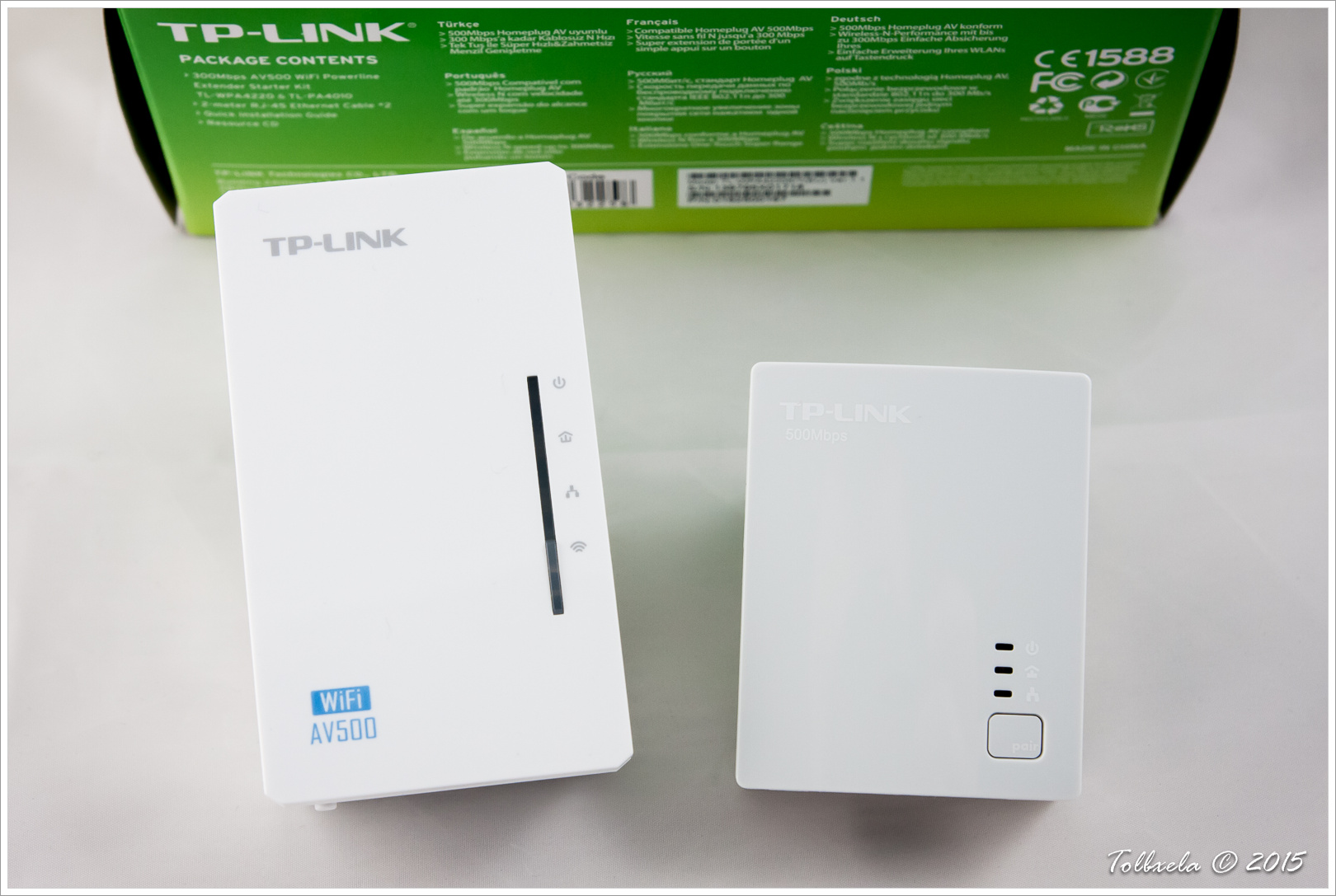
TP-LINK AV500 300Mbit/s HomePlugパワーラインアダプター
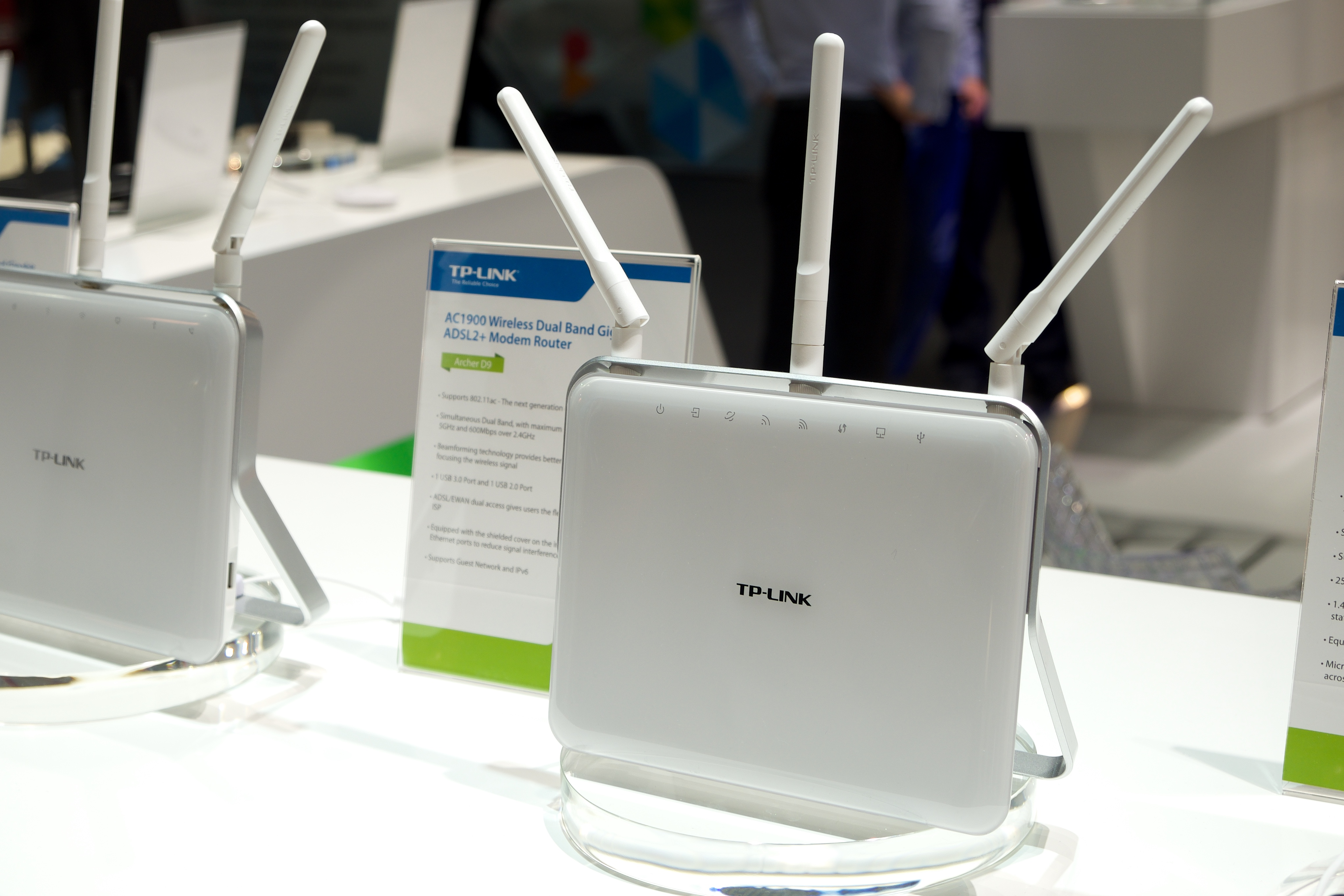
TP-LINK AC1900ワイヤレスデュアルバンドギガビットADSL2+モデムルーター
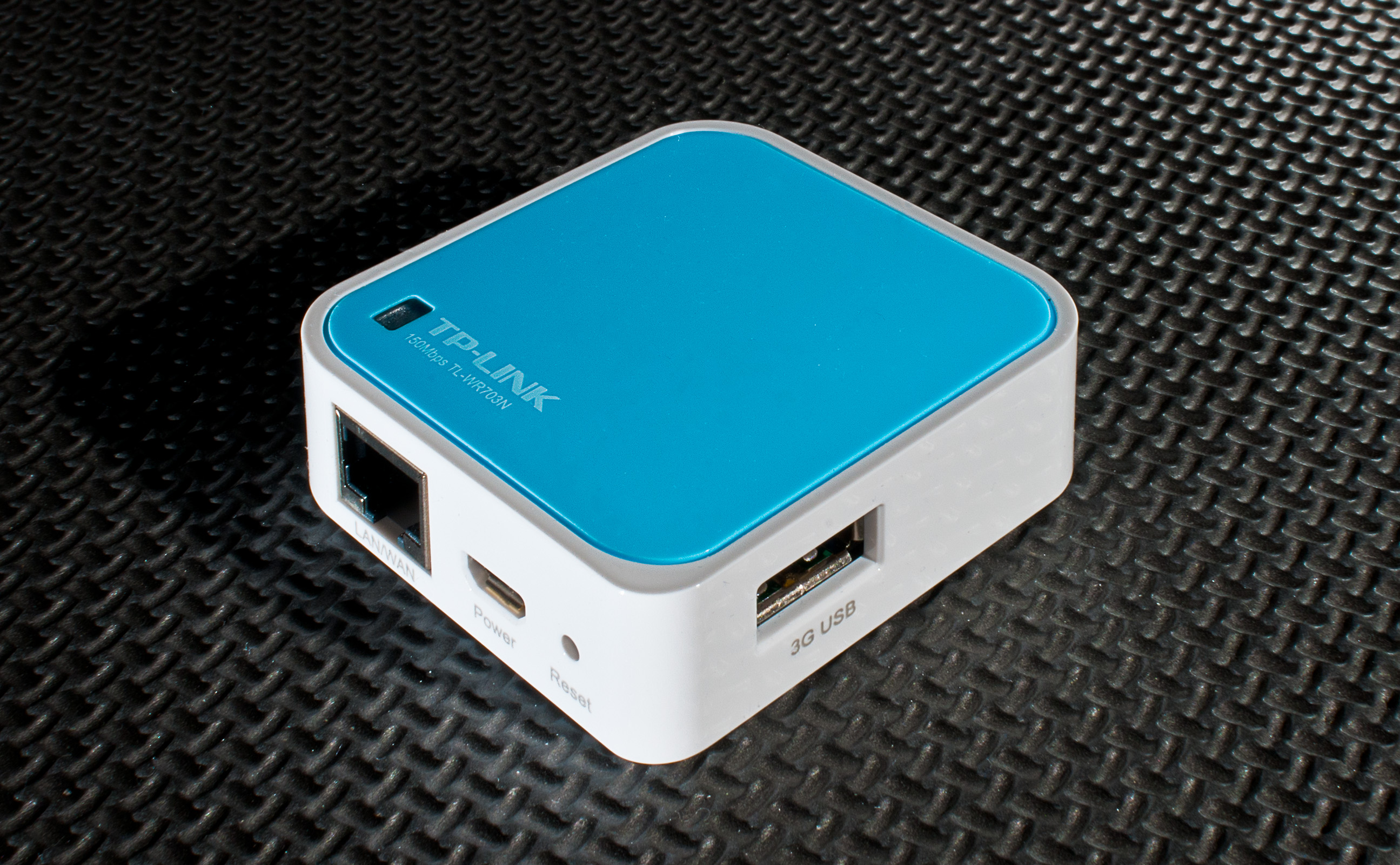
TP-LINK 150Mbit/s ナノワイヤレスルーター
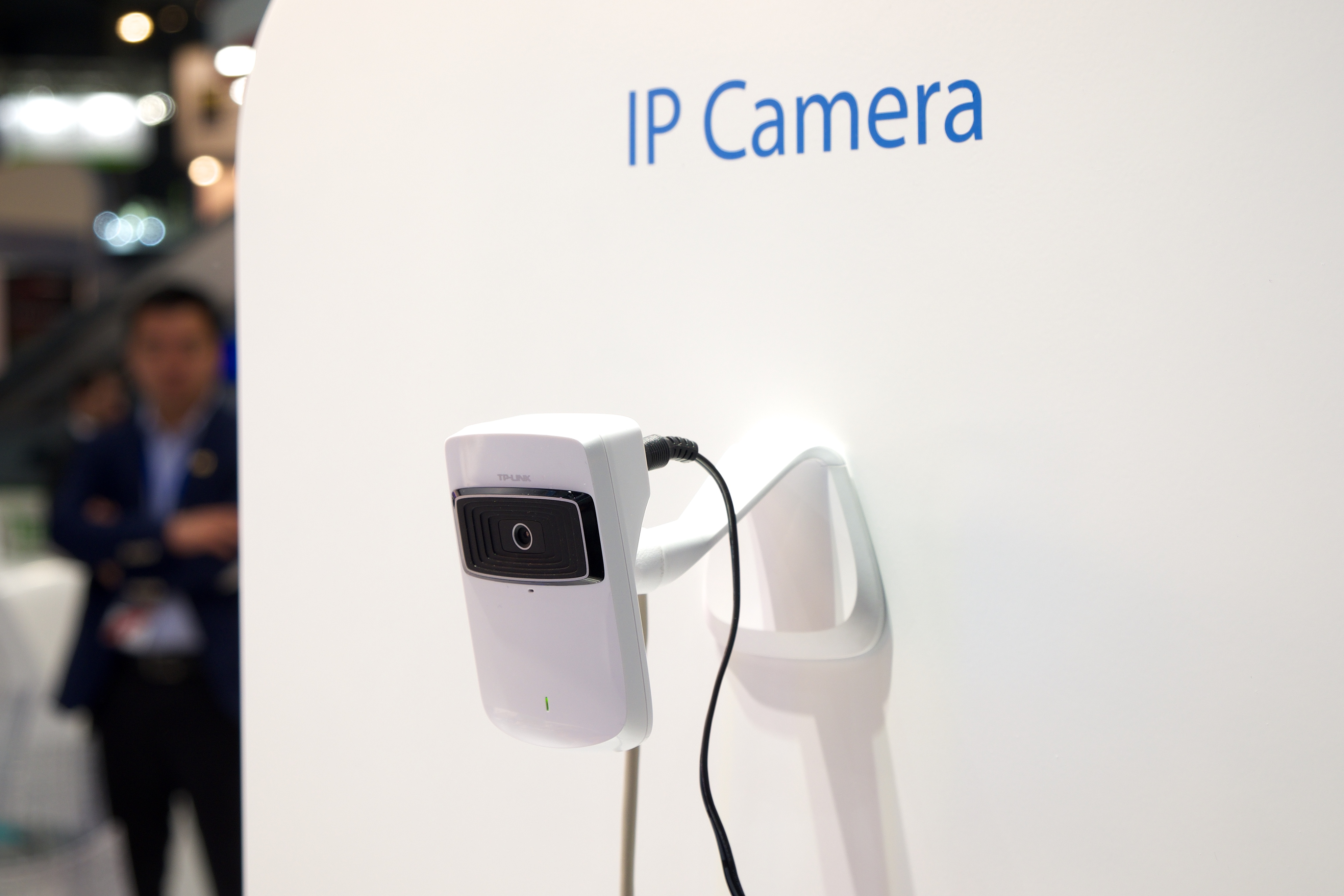
TP-LINK IP カメラ, 300Mbit/s Wi-Fi
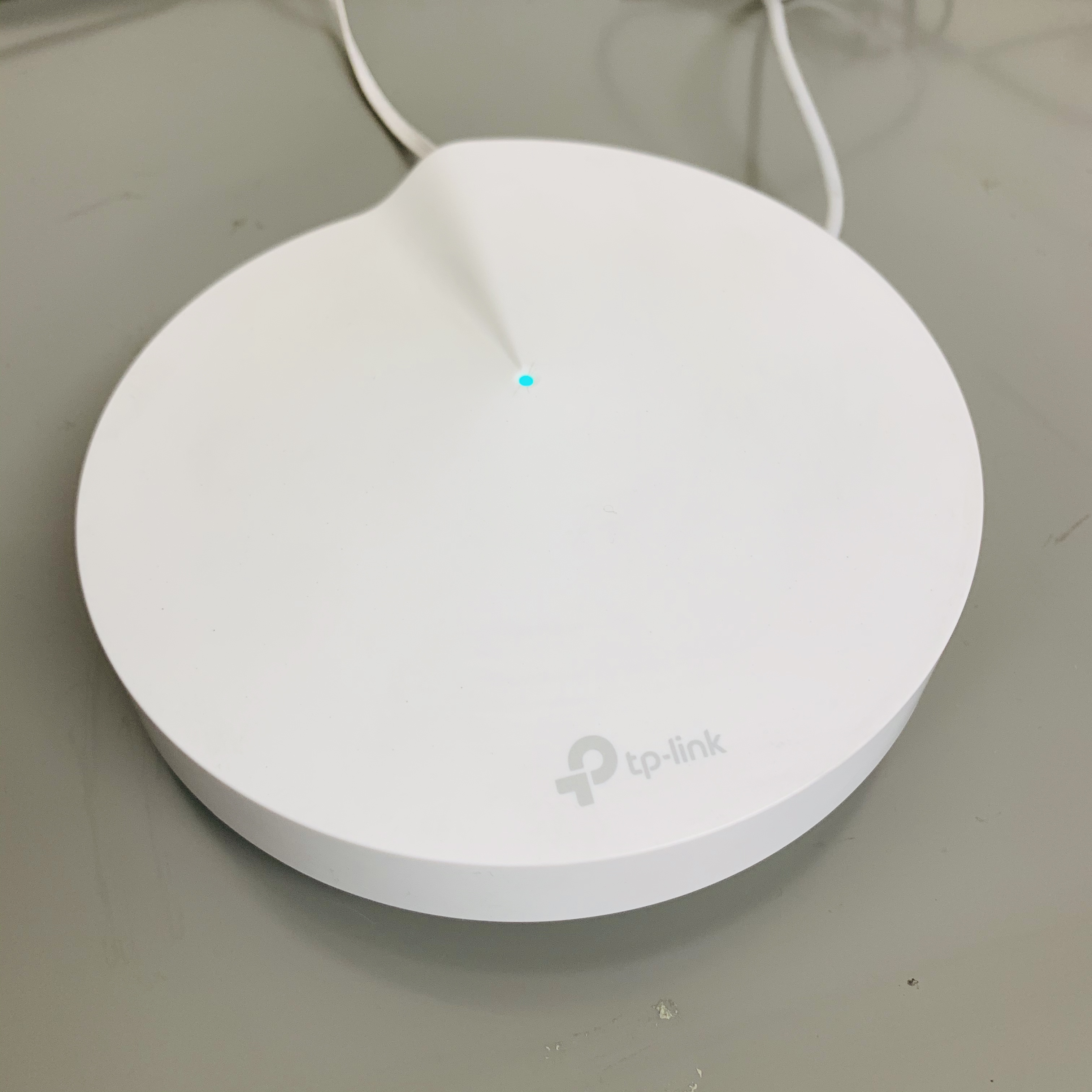
TP-LINK メッシュWi-Fi Deco M9 Plus

## 製造
競合他社との差別化のため、ODM（相手先ブランド設計製造業者）に委託せず、製品を自社製造している。

## 不祥事

### 社長暴行事件
2012年3月9日、TP-LINK本社が入居する工業団地（深圳市科苑西工業区）にて、TP-LINKの社長・趙佳興は停車位置をめぐり、同じ団地にあったゲーム会社の奇游網絡の社長・鄭凱と争いが起こった。趙佳興は鄭凱を殴打するよう部下に命令し、鄭凱を自動車の中から出られないように取り囲んだ後、趙佳興は自ら自動車を運転し、鄭凱の自動車をぶつけた。警察はこの事件の全責任が趙佳興側にあると裁定した。

### 福岡大学NTPサーバーへの過剰アクセス問題
2017年11月、TP-Linkの無線LAN中継器が公開されているNTPサーバーに過剰な負荷をかけている事が問題視された。当該の製品は5秒に1回という非常に高い頻度でNTPサーバーにリクエストを送信しており、1台あたり月間では715MBものトラフィックを発生させており、これは、Windowsが電源を入れる度に1度か、起動し続けている場合は週に1度しかNTPリクエストを送信しない事とくらべると明らかに過剰であった。このNTPサーバーのリストはファームウェアにハードコードされており、その中には日本の福岡大学も含まれていたため日本でも問題となった。
2017年12月、TP-Linkは前述のNTP問題について釈明を発表した。その中では本来ネットワークの時刻合わせに利用するプロトコルであるはずのNTPをインターネット接続の有無を確認するために利用している事や、それがネットワーク機器において一般的な挙動であると主張し、その頻度が問題であったためファームウェアのアップグレードで修正するとしていた。なお、通常はインターネット接続の有無の確認はHTTPで行うとされる。

### Aviraへのトラフィック無断送信問題
2022年03月、「TP-Link製ルーターは関連サービスをオフにしても第三者のサーバーに大量のトラフィックを送信している」という報告が海外掲示板のRedditに投稿された。当該の無線LANルーターはドイツに本社を置くAviraの技術を利用したHomeShieldと呼ばれるネットワークセキュリティ機能を搭載しているが、投稿したユーザーはこの機能を無効化しているにもかかわらず、*.safethings.avira.comなどのドメインに24時間で8万回以上の大量のDNSクエリ (リクエスト)が送信されており、ユーザーに無断でデータが送信されていた。このユーザーからの問い合わせに対し、TP-Link側は有料サービスが存在するHomeShieldのアクティベーションの確認のためであるとし、Avira側は無料ユーザーの問い合わせにはサポートしないと返信していた。
この1年前の2021年5月、テック系レビューサイトで同社の別のルーターのレビューが掲載された際にも同様の短時間に大量のDNSクエリが確認されていた。この時のTP-Linkはレビュー掲載前のサイト側からの質問には回答せず、掲載した後になってから
- ユーザーからのリクエストがマルウェアか否かを確認するためにAviraのデータベースにアクセスしているものである
- HomeShieldが無効になっている時はこの機能も無効化するファームウェアアップデートを提供予定だが、時期は未定である

と回答を行っていたが、1年近く放置していた事になる。
2022年3月23日までにTP-Linkは公式サイトに声明を発表し、当該のDNSクエリには個人情報が含まれておらず、リクエストはAviraのサーバーIPアドレスを確認するためであると前述の2件とは異なる主張した。異なる3件の主張のどれが正しいのか、なぜHomeShield無効化していてもクエリを送信するのか、なぜ24時間に8万回という異常なクエリを送信したのか、DNSでの名前解決後の実際の通信に具体的にどういったデータが含まれていたかは説明されていない。また、データを受け取った側であるAviraからも声明は出されていない。

### BluetoothアダプターのMACアドレス重複問題
2022年4月13日、同社が販売するUSB接続のBluetoothアダプターが、一意であるはずのMACアドレスが重複した状態で販売されている事が報道された。MACアドレスが重複する事で複数のアダプタが存在する環境では正常に動作しなくなるなどの不具合が発生するが、TP-Linkは「ほとんどの環境で1台のアダプターを使用する事を想定してる」「ほとんどのブランドが同じMACアドレスを使用している事を確認している」などと主張し、あくまで仕様であるとした。
4月19日、TP-Linkは公式サイトを更新し、MACアドレスを共有しており、複数のアダプタが存在する環境では接続できない旨を明記した。
MACアドレスは原則一意である一方、ユーザーが自由に変更できる仮想マシンでの利用や、プライバシー保護のためにランダム化されている場合など、結果として重複する可能性や、一部の製造業者が同じアドレスを使いまわしている旨が国外では指摘されているものの、同様のBluetoothアダプターを国内で販売しているバッファローとアイ・オー・データでは「重複する事は無い」としている。

### ネットギアとの特許侵害訴訟
2023年4月、競合企業の米ネットギア（NETGEAR）は、TP-Linkの一部の製品がネットギアの特許を侵害したとする訴訟を起こした。2024年6月、アメリカの行政法審判官がネットギアの主張を全て支持し、関連製品の流通を禁止することを提案した。2024年8月、両社は和解し、TP-Linkはネットギアに1.35億USドルを支払った。